# Liste der Kulturdenkmale in Leuben
Die Liste der Kulturdenkmale in Leuben umfasst sämtliche Kulturdenkmale der Dresdner Gemarkung Leuben. Die Anmerkungen sind zu beachten.
Diese Liste ist eine Teilliste der Liste der Kulturdenkmale in Dresden. 

Diese Liste ist eine Teilliste der Liste der Kulturdenkmale in Sachsen.

## Legende
- Bild: Bild des Kulturdenkmals, ggf. zusätzlich mit einem Link zu weiteren Fotos des Kulturdenkmals im Medienarchiv Wikimedia Commons. Wenn man auf das Kamerasymbol klickt, können Fotos zu Kulturdenkmalen aus dieser Liste hochgeladen werden:
- Bezeichnung: Denkmalgeschützte Objekte und ggf. Bauwerksname des Kulturdenkmals
- Lage: Straßenname und Hausnummer oder Flurstücknummer des Kulturdenkmals. Die Grundsortierung der Liste erfolgt nach dieser Adresse. Der Link (Karte) führt zu verschiedenen Kartendiensten mit der Position des Kulturdenkmals. Fehlt dieser Link, wurden die Koordinaten noch nicht eingetragen. Sind diese bekannt, können sie über ein Tool mit einer Kartenansicht einfach nachgetragen werden. In dieser Kartenansicht sind Kulturdenkmale ohne Koordinaten mit einem roten bzw. orangen Marker dargestellt und können durch Verschieben auf die richtige Position in der Karte mit Koordinaten versehen werden. Kulturdenkmale ohne Bild sind an einem blauen bzw. roten Marker erkennbar.
- Datierung: Baubeginn, Fertigstellung, Datum der Erstnennung oder grobe zeitliche Einordnung entsprechend des Eintrags in der sächsischen Denkmaldatenbank
- Beschreibung: Kurzcharakteristik des Kulturdenkmals entsprechend des Eintrags in der sächsischen Denkmaldatenbank, ggf. ergänzt durch die dort nur selten veröffentlichten Erfassungstexte oder zusätzliche Informationen
- ID: Vom Landesamt für Denkmalpflege Sachsen vergebene, das Kulturdenkmal eindeutig identifizierende Objekt-Nummer. Der Link führt zum PDF-Denkmaldokument des Landesamtes für Denkmalpflege Sachsen. Bei ehemaligen Kulturdenkmalen können die Objektnummern unbekannt sein und deshalb fehlen bzw. die Links von aus der Datenbank entfernten Objektnummern ins Leere führen. Ein ggf. vorhandenes Icon  führt zu den Angaben des Kulturdenkmals bei Wikidata.

## Leuben
| Bild                                    | Bezeichnung | Lage                                                 | Datierung | Beschreibung | ID       |
| --------------------------------------- | --- | ---------------------------------------------------- | --- | --- | -------- |
|                                         | Fünf Mehrfamilienhäuser | Altleuben 6; 7; 7b (Karte)                           | um 1925 (Mehrfamilienwohnhaus) | Fünf Mehrfamilienhäuser (Altleuben 6, 7, 7b und Hertzstraße 19, 21) einer Wohnanlage; mit ehem. Eckladen und Einfriedung, charakteristische Wohnanlage der 1920 Jahre mit Putzfassade, Natursteinsockel und expressionistischen Klinkerverzierungen, baugeschichtlich von Bedeutung. | 09213662 |
| Weitere Bilder                          | Sachgesamtheit Himmelfahrtskirche und Kirche Leuben mit Kirchhof und mehreren Einzeldenkmalen                                                                                             | Altleuben 9 (Karte)                                  | seit 1362 (Kirchhof) | Sachgesamtheit Himmelfahrtskirche und Kirche Leuben mit Kirchhof in seiner gewachsenen funktionellen und gestalterischen Einheit mit folgenden Einzeldenkmalen: Kirche mit Kirchenausstattung (ID-Nr. 09213664, Altleuben 15), Kirchturm der alten Kirche, denkmalwerten Grabstätten auf dem Kirchhof und Einfriedungsmauer mit Holzpforte (ID-Nr. 09213665, Altleuben 9), dazu Reformationsbaum (Stiel-Eiche – Gartendenkmal) sowie Kirchhof um den Turm der alten Leubener Kirche und umgebende Vorplatzgestaltung (Sachgesamtheitsteile); Kirchhof einer der ältesten Dresdens, geschichtsträchtigste Anlage Leubens, baugeschichtlich, künstlerisch, ortsgeschichtlich und personengeschichtlich bedeutend. | 09301591 |
| Weitere Bilder                          | Himmelfahrtskirche und Kirche Leuben mit Kirchhof: Kirchturm der alten Kirche (Einzeldenkmal zu ID-Nr. 09301591)                                                                          | Altleuben 9 (Karte)                                  | 1512 (Glockenturm) | Einzeldenkmal der Sachgesamtheit Himmelfahrtskirche und Kirche Leuben mit Kirchhof: Kirchturm der alten Kirche im gotischen Stil, ehem. Kirchhof mit denkmalwerten Grabstätten und Einfriedungsmauer; Turm mit Walmdach mit spitzem achteckigem Dachreiter, Zeugnis spätmittelalterlicher Kirchenbaukunst von baugeschichtlichem Wert, als Überbleibsel der alten Leubener Dorfkirche zudem ortsgeschichtlich und kirchengeschichtlich bedeutsam. Um 1900 Abbruch der Kirche und Einrichtung eines kleinen Ortsmuseums im Turm, später geschlossen, inzwischen saniert, heutige Nutzung durch die Junge Gemeinde. | 09213665 |
|                                         | Zwei Wohnhäuser, Seitengebäude und Scheune einer Hofanlage | Altleuben 11; 12 (Karte)                             | um 1850 (Bauernhaus), um 1850 (Seitengebäude) | weitgehend original erhaltene ländliche Anlage und damit Zeugnis der Volksbauweise des 19. Jahrhunderts, baugeschichtlich und ortsgeschichtlich von Bedeutung. | 09218271 |
|                                         | Pfarrhaus | Altleuben 13 (Karte)                                 | 1. Hälfte 19. Jh. (Pfarrhaus) | früher historistischer Bau, zudem Zeugnis der alten Dorfstruktur Leubens, ortsentwicklungsgeschichtlich und baugeschichtlich von Bedeutung. | 09213668 |
|                                         | Wohnhaus eines ehemaligen Bauernhofes | Altleuben 14 (Karte)                                 | um 1875, wohl 1874 (Wohnhaus) | kompaktes, ländliches Gebäude über L-förmigen Grundriss mit Walmdach, eines der wenigen Zeugnisse der alten Dorfstruktur Leubens, baugeschichtlich und ortsgeschichtlich von Bedeutung. | 09213669 |
| Weitere Bilder                          | Himmelfahrtskirche und Kirche Leuben mit Kirchhof: Kirche mit Kirchenausstattung (Einzeldenkmal zu ID-Nr. 09301591)                                                                       | Altleuben 15 (Karte)                                 | 1899–1901 (Kirche), bezeichnet 1610 (Taufe), 1901 (Orgel) | Einzeldenkmal der Sachgesamtheit Himmelfahrtskirche und Kirche Leuben mit Kirchhof: Kirche mit Kirchenausstattung; markanter Bau mit Sandsteinfassade über kreuzförmigem Grundriss, ergänzt durch hohen Turmanbau mit spitzer Haube an der Westseite, dazu Ausstattung, charakteristischer neogotischer Kirchenbau des ausgehenden 19. Jahrhunderts, baugeschichtlich und künstlerisch bedeutend. Ev.-luth. Kirche mit 75 Meter hohem Turm, Architekt: Karl Emil Scherz, im neogotischem Stil errichtet, mit Taufstein von 1610, Epitaph von Hans von Dehn-Rothfelser und Eule-Orgel, 1963–1974 umfassend saniert, bis 1989 Innenraum restauriert. | 09213664 |
| Weitere Bilder                          | Luthereiche mit schmiedeeiserner Einfriedung und Metalltafel | Altleuben 15 (neben) (Karte)                         | | wurde anlässlich des 400. Geburtstags des Reformators gepflanzt, Anlage erinnert daran, dass dies 1883 in vielen mehrheitlich evangelisch-lutherischen Orten geschah, personengeschichtlich, kulturgeschichtlich und ortsgeschichtlich bedeutend. | 09306620 |
| Weitere Bilder                          | Transformatorenhäuschen | Berthold-Haupt-Straße (Karte)                        | nach 1910 (Transformatorenstation) | schlichter Funktionsbau mit Putzfassade und geschwungenem Kupferwalmdach, Akzent durch Dachüberstand mit schmalen Säulen, Zeugnis der flächendeckenden Elektrifizierung vor allem seit dem ausgehenden 19. Jahrhundert, baugeschichtlich, technikgeschichtlich und stadtentwicklungsgeschichtlich von Bedeutung. | 09218291 |
|                                         | Mietshaus mit Einfriedung in offener Bebauung | Berthold-Haupt-Straße 15 (Karte)                     | um 1913 (Mietshaus) | versachlichter Bau nach 1900 mit Putzfassade und Mansarddach, charakteristisches Beispiel der Stadterweiterung um 1900, stadtentwicklungsgeschichtlich von Bedeutung. | 09213660 |
|                                         | Wohnhaus mit Einfriedung in offener Bebauung | Berthold-Haupt-Straße 25 (Karte)                     | um 1925 (Wohnhaus) | in traditioneller Bauweise errichteter Putzbau mit Steinsockel und Walmdach, belebt durch Klappläden und akzentuierende Gestaltungselemente, um 1925, markantes architektonisches Zeugnis seiner Zeit, baugeschichtlich und künstlerisch von Bedeutung. | 09213661 |
|                                         | Sachgesamtheit Wohnanlage Baugenossenschaft zu Leuben, Siedlung zwischen Berthold-Haupt-Straße, Heckenstraße, Kleinzschachwitzer Straße und Ulmenstraße, mit zahlreichen Einzeldenkmalen: | Berthold-Haupt-Straße 46; 48; 50; 52; 54; 56 (Karte) | 1928–1929 (Wohnanlage) | Sachgesamtheit Wohnanlage Baugenossenschaft zu Leuben, Siedlung zwischen Berthold-Haupt-Straße, Heckenstraße, Kleinzschachwitzer Straße und Ulmenstraße mit den Einzeldenkmalen: Wohnhauszeilen Berthold-Haupt-Straße 46–56 (ID-Nr. 09306605), Berthold-Haupt-Straße 58–68 (ID-Nr. 09218273), Doppelwohnhaus Heckenweg 1, 3 (ID-Nr. 09218275), Wohnhauszeilen Heckenweg 14, 16, 18 (ID-Nr. 09218276), Kleinzschachwitzer Straße 11, 13, 15 (ID-Nr. 09218277), Kleinzschachwitzer Straße 17, 19, 21 (ID-Nr. 09218278), Kleinzschachwitzer Straße 23, 25, 27 (ID-Nr. 09218279), Kleinzschachwitzer Straße 29, 31, 33 (ID-Nr. 09218280) sowie kniehohen Begrenzungsmauern einschließlich Geländer und bewusst gestaltetem Freiraum mit Hecken, Bäumen usw. als Sachgesamtheitsteile; in traditioneller Weise errichtete Wohnanlage, baugeschichtlich und stadtentwicklungsgeschichtlich von Bedeutung.                 | 09218272 |
|                                         | Wohnanlage der Baugenossenschaft zu Leuben: Wohnhauszeile (Einzeldenkmal zu ID-Nr. 09218272)                                                                                              | Berthold-Haupt-Straße 46; 48; 50; 52; 54; 56 (Karte) | 1928 (Mehrfamilienwohnhaus) | Einzeldenkmal der Wohnanlage der Baugenossenschaft zu Leuben: Wohnhauszeile; in traditioneller Bauweise errichtete Häuserzeile mit Lochfassade und Walmdach, belebt durch Klappläden im Erdgeschoss, vertikale Fensterbänder an den Treppenhäusern, exemplarisch für den Kleinwohnungs- und Siedlungsbau der 1920er Jahre, baugeschichtlich, sozialgeschichtlich und stadtentwicklungsgeschichtlich von Bedeutung. | 09306605 |
|                                         | Wohnanlage der Baugenossenschaft zu Leuben: Wohnhauszeile (Einzeldenkmal zu ID-Nr. 09218272)                                                                                              | Berthold-Haupt-Straße 58; 60; 62; 64; 66; 68 (Karte) | 1928 (Mehrfamilienwohnhaus) | Einzeldenkmal der Wohnanlage der Baugenossenschaft zu Leuben: Wohnhauszeile; in traditioneller Bauweise errichtete Häuserzeile mit Lochfassade und Walmdach, belebt durch Klappläden im Erdgeschoss, vertikale Fensterbänder an den Treppenhäusern, exemplarisch für den Kleinwohnungs- und Siedlungsbau der 1920er Jahre, baugeschichtlich, sozialgeschichtlich und stadtentwicklungsgeschichtlich von Bedeutung. | 09218273 |
|                                         | Mietshaus mit Einfriedung in offener Bebauung | Dieselstraße 45 (Karte)                              | bezeichnet 1897 (Mietshaus) | Putzbau mit Mansarddach, Mittelrisalit und Sandsteingewänden, zeittypischer Bau um 1900, baugeschichtlich von Bedeutung. | 09213645 |
|                                         | Villa | Dieselstraße 52 (Karte)                              | nach 1895 (Villa) | Bau über unregelmäßigem Grundriss, dominiert von polygonalem Eckturm mit auskragendem Zeltdach und Zierfachwerk, repräsentatives und durch stilisierte historistische Gestaltungselemente herausgehobener Bau, baugeschichtlich bedeutend. | 09213646 |
|                                         | Leubener Schule | Dieselstraße 55 (Karte)                              | 1894 (Schule) | Schule mit Turnhalle, Bau 1907 und 1925 erweitert; kompakter Putzbau mit vielgestaltiger Dachlandschaft, Dreiecksgiebel mit Schuluhr, Dachreiter und durch Seitenrisalite gegliederter Schaufassade sowie zurückgetzte Turnhalle mit Krüppelwalmdach, originär erhaltenes Bauensemble und charakteristisches Beispiel der gründerzeitlichen Stadterweiterung und der damit einhergehenden sozialgeschichtlichen Aspekte, baugeschichtlich, ortsentwicklungsgeschichtlich und sozialgeschichtlich von Bedeutung. Jetzt 66. Grund- und Mittelschule, 2005 umfassend saniert, seither mit modernem Verbindungsbau zwischen Schule und Turnhalle. | 09213647 |
|                                         | Mietshaus mit Einfriedung in offener Bebauung | Dieselstraße 58 (Karte)                              | nach 1895 (Mietshaus) | markanter Bau mit Klinkerfassade und Walmdach, zeittypischer, historisierender Fassadenschmuck wie Gurtgesimse, Fensterbekrönungen und Balkone zur zusätzlichen Betonung der Seitenrisalite, baugeschichtlich von Bedeutung. | 09213648 |
|                                         | Mietshaus mit Einfriedung in offener Bebauung | Dieselstraße 62 (Karte)                              | um 1902 (Mietshaus) | historisierender Bau mit ausgebautem Mansarddach, Klinkerfassade im Ober- und Dachgeschoss, Mittelrisalit mit geschwungenen Schweifgiebeln, exemplarisch für die Wohnbauentwicklung um 1900, baugeschichtlich und stadtentwicklungsgeschichtlich von Bedeutung. | 09213649 |
|                                         | Mietvilla mit Einfriedung | Franz-Latzel-Straße 17 (Karte)                       | um 1900 (Mietvilla) | Putzbau mit Krüppelwalmdach und Zierfachwerk im Obergeschoss, historisierender Bau mit Anklängen an den Heimatstil, baugeschichtlich von Bedeutung. | 09218293 |
|                                         | Sachgesamtheit Wohngeviert Guerickestraße; »Franz-Glinicke-Siedlung« | Guerickestraße 6; 8; 10; 12 (Karte)                  | um 1930 (Wohnanlage) | Sachgesamtheit Wohngeviert Guerickestraße; »Franz-Glinicke-Siedlung« (siehe ) mit folgenden Einzeldenkmalen: Wohnhauszeilen, Guerickestraße 6, 8, 10, 12 (ID-Nr. 09306627), Guerickestraße 14, 16, 18, 20 (ID-Nr. 09218281), Lilienthalstraße 7, 9, 11 (ID-Nr. 09213676), Lilienthalstraße 13, 15, 17 (ID-Nr. 09218284), Robert-Berndt-Straße 4, 6, 8, 10 (ID-Nr. 09213675), Sachsenwerkstraße 33, 35, 37, 39 (ID-Nr. 09213677), Doppelhaus Sachsenwerkstraße 39b, 39c (ID-Nr. 09218290), Doppelhaus Sachsenwerkstraße 39d, 39e (ID-Nr. 09218340), Wohnhauszeile Sachsenwerkstraße 41, 43, 45, 47 (ID-Nr. 09218289), Einfriedungen und Funktionsgebäude neben der Robert-Berndt-Straße 10 sowie Siedlungsgrün als Sachgesamtheitsteile; traditionell gestaltete Bauten mit expressionistischen Elementen, Anlage bau- und stadtentwicklungsgeschichtlich bedeutend.                                                 | 09213674 |
|                                         | Wohnanlage Wohngeviert Guerickestraße, „Franz-Glinicke-Siedlung“: Wohnhauszeile (Einzeldenkmal zu ID-Nr. 09213674)                                                                        | Guerickestraße 6; 8; 10; 12 (Karte)                  | um 1930 (Mehrfamilienwohnhaus) | Einzeldenkmal der Wohnanlage Wohngeviert Guerickestraße, „Franz-Glinicke-Siedlung“: Wohnhauszeile; in traditioneller Bauweise errichtete Häuserzeile mit Walmdach, belebt durch Klappläden im Erdgeschoss, Gurtgesims über den zweiten Obergeschoss und Zwerchhäusern zur Straßenfront, exemplarisch für den Kleinwohnungs- und Siedlungsbau der 1920er Jahre, baugeschichtlich und stadtentwicklungsgeschichtlich von Bedeutung. | 09306627 |
|                                         | Wohnanlage Wohngeviert Guerickestraße, „Franz-Glinicke-Siedlung“: Wohnhauszeile (Einzeldenkmal zu ID-Nr. 09213674)                                                                        | Guerickestraße 14; 16; 18; 20 (Karte)                | um 1930 (Mehrfamilienwohnhaus) | Einzeldenkmal der Wohnanlage Wohngeviert Guerickestraße, „Franz-Glinicke-Siedlung“: Wohnhauszeile; in traditioneller Bauweise errichtete Häuserzeile mit Walmdach, belebt durch Klappläden im Erdgeschoss, Gurtgesims über den zweiten Obergeschoss und Zwerchhäusern zur Straßenfront, exemplarisch für den Kleinwohnungs- und Siedlungsbau der 1920er Jahre, baugeschichtlich und stadtentwicklungsgeschichtlich von Bedeutung. | 09218281 |
|                                         | Wohnhauszeile über L-förmigem Grundriss (Guerickestraße 21/23 und Reisstraße 26/28) mit Einfriedung                                                                                       | Guerickestraße 21; 23 (Karte)                        | bezeichnet 1926 (Wohnanlagenteil) | Teil einer kleinen Wohnanlage der Baugenossenschaft zu Leuben (siehe auch Reisstraße 20, 22, 24 – ID-Nr. 09218288), in traditioneller Bauweise errichtete Putzbauten mit Walmdach, Gurtgesims und Erkern an den kreuzungsnahen Gebäuden und zurückhaltender Fassadengestaltung mit expressionistischen Elementen, beispielhaft für den Kleinwohnungs- und Siedlungsbau der 1920er Jahre, baugeschichtlich und stadtentwicklungsgeschichtlich von Bedeutung. | 09213673 |
|                                         | Wohnanlage der Baugenossenschaft zu Leuben: Doppelwohnhaus (Einzeldenkmal zu ID-Nr. 09218272)                                                                                             | Heckenweg 1; 3 (Karte)                               | 1929 (Doppelwohnhaus) | Einzeldenkmal der Wohnanlage der Baugenossenschaft zu Leuben: Doppelwohnhaus; in traditioneller Bauweise errichtete Häuserzeile mit Lochfassade und Walmdach, belebt durch farbig gefasste Putzfaschen und Fensterbänder über den Hauseingängen, exemplarisch für den Kleinwohnungs- und Siedlungsbau der 1920er Jahre, baugeschichtlich und stadtentwicklungsgeschichtlich von Bedeutung. | 09218275 |
|                                         | Einzeldenkmal der Wohnanlage der Baugenossenschaft zu Leuben: Wohnhauszeile (Einzeldenkmal zu ID-Nr. 09218272)                                                                            | Heckenweg 14; 16; 18 (Karte)                         | 1929 (Mehrfamilienwohnhaus) | Einzeldenkmal der Wohnanlage der Baugenossenschaft zu Leuben: Wohnhauszeile; in traditioneller Bauweise errichtete Häuserzeile mit Lochfassade und Walmdach, belebt durch farbig gefasste Putzfaschen und Fensterbänder über den Hauseingängen, exemplarisch für den Kleinwohnungs- und Siedlungsbau der 1920er Jahre, baugeschichtlich und stadtentwicklungsgeschichtlich von Bedeutung. | 09218276 |
|                                         | Fünf Mehrfamilienhäuser (Altleuben 6, 7, 7b und Hertzstraße 19, 21) einer Wohnanlage | Hertzstraße 19; 21 (Karte)                           | um 1925 (Mehrfamilienwohnhaus) | mit ehemaligem Eckladen und Einfriedung, charakteristische Wohnanlage der 1920 Jahre mit Putzfassade, Natursteinsockel und expressionistischen Klinkerverzierungen, baugeschichtlich von Bedeutung. | 09213662 |
| Weitere Bilder                          | Rathaus Leuben | Hertzstraße 23 (Karte)                               | 1900–1901 (Rathaus) | ehem. Rathaus, heute Stadtbezirksamt Leuben, markanter Bau in den Formen der deutschen Neorenaissance mit Eckerker, Schweifgiebeln, Turmaufbau, aufwendigem Portal und Balkonen, innen Saal mit aufwendiger Stuckdecke, baugeschichtlich, stadtentwicklungsgeschichtlich sowie künstlerisch von Bedeutung. Errichtet von Architekt Gustav Hänichen im Stil des Historismus und Jugendstil erbaut, später von der Ortskrankenkasse, Polizei und Sparkasse genutzt, 1921 Schließung des Ratskellers, nach 1945 Sitz der Kommunalen Wohnungsverwaltung, heute Stadtbezirksamt Leuben, 1999 Ratskeller originalgetreu saniert und seither Bürgersaal. | 09213672 |
|                                         | Wohnanlage der Baugenossenschaft zu Leuben: Doppelwohnhaus (Einzeldenkmal zu ID-Nr. 09218272)                                                                                             | Kleinzschachwitzer Straße 11; 13; 15 (Karte)         | 1929 (Mehrfamilienwohnhaus) | Einzeldenkmal der Wohnanlage der Baugenossenschaft zu Leuben: Doppelwohnhaus; in traditioneller Bauweise errichtete Häuserzeile mit Lochfassade und Walmdach, belebt durch farbig gefasste Putzfaschen, Fensterbänder über den Hauseingängen und Erker, exemplarisch für den Kleinwohnungs- und Siedlungsbau der 1920er Jahre, baugeschichtlich und stadtentwicklungsgeschichtlich von Bedeutung. | 09218277 |
|                                         | Wohnanlage der Baugenossenschaft zu Leuben: Doppelwohnhaus (Einzeldenkmal zu ID-Nr. 09218272)                                                                                             | Kleinzschachwitzer Straße 17; 19; 21 (Karte)         | 1929 (Mehrfamilienwohnhaus) | Einzeldenkmal der Wohnanlage der Baugenossenschaft zu Leuben: Doppelwohnhaus; in traditioneller Bauweise errichtete Häuserzeile mit Lochfassade und Walmdach, belebt durch farbig gefasste Putzfaschen, Fensterbänder über den Hauseingängen und Erker, exemplarisch für den Kleinwohnungs- und Siedlungsbau der 1920er Jahre, baugeschichtlich und stadtentwicklungsgeschichtlich von Bedeutung. | 09218278 |
|                                         | Wohnanlage der Baugenossenschaft zu Leuben: Doppelwohnhaus (Einzeldenkmal zu ID-Nr. 09218272)                                                                                             | Kleinzschachwitzer Straße 23; 25; 27 (Karte)         | 1928 (Mehrfamilienwohnhaus) | Einzeldenkmal der Wohnanlage der Baugenossenschaft zu Leuben: Doppelwohnhaus; in traditioneller Bauweise errichtete Häuserzeile mit Lochfassade und Walmdach, belebt durch farbig gefasste Putzfaschen, Fensterbänder über den Hauseingängen und Erker, exemplarisch für den Kleinwohnungs- und Siedlungsbau der 1920er Jahre, baugeschichtlich und stadtentwicklungsgeschichtlich von Bedeutung. | 09218279 |
|                                         | Wohnanlage der Baugenossenschaft zu Leuben: Doppelwohnhaus (Einzeldenkmal zu ID-Nr. 09218272)                                                                                             | Kleinzschachwitzer Straße 29; 31; 33 (Karte)         | 1928 (Mehrfamilienwohnhaus) | Einzeldenkmal der Wohnanlage der Baugenossenschaft zu Leuben: Doppelwohnhaus; in traditioneller Bauweise errichtete Häuserzeile mit Lochfassade und Walmdach, belebt durch farbig gefasste Putzfaschen, Fensterbänder über den Hauseingängen und Erker, exemplarisch für den Kleinwohnungs- und Siedlungsbau der 1920er Jahre, baugeschichtlich und stadtentwicklungsgeschichtlich von Bedeutung. | 09218280 |
|                                         | Wohnhaus und Einfriedung in offener Bebauung | Klettestraße 50 (Karte)                              | 1928 (Wohnhaus) | Putzbau mit dominierender Walmgaube und markanter Art-déco-Gestaltung der Fassaden und der Traufe, baugeschichtlich bedeutend. | 09218283 |
|                                         | Wohnanlage Wohngeviert Guerickestraße, „Franz-Glinicke-Siedlung“: Wohnhauszeile (Einzeldenkmal zu ID-Nr. 09213674)                                                                        | Lilienthalstraße 7; 9; 11 (Karte)                    | um 1930 (Mehrfamilienwohnhaus) | Einzeldenkmal der Wohnanlage Wohngeviert Guerickestraße, „Franz-Glinicke-Siedlung“: Wohnhauszeile; in traditioneller Bauweise errichtete Häuserzeile mit Walmdach, belebt durch Klappläden im Erdgeschoss, Gurtgesims über den zweiten Obergeschoss und Zwerchhäusern zur Straßenfront, exemplarisch für den Kleinwohnungs- und Siedlungsbau der 1920er Jahre, baugeschichtlich und stadtentwicklungsgeschichtlich von Bedeutung. | 09213676 |
|                                         | Wohnanlage Wohngeviert Guerickestraße, „Franz-Glinicke-Siedlung“: Wohnhauszeile (Einzeldenkmal zu ID-Nr. 09213674)                                                                        | Lilienthalstraße 13; 15; 17 (Karte)                  | um 1930 (Mehrfamilienwohnhaus) | Einzeldenkmal der Wohnanlage Wohngeviert Guerickestraße, „Franz-Glinicke-Siedlung“: Wohnhauszeile; in traditioneller Bauweise errichtete Häuserzeile mit Walmdach, belebt durch Klappläden im Erdgeschoss, Gurtgesims über den zweiten Obergeschoss und Zwerchhäusern zur Straßenfront, exemplarisch für den Kleinwohnungs- und Siedlungsbau der 1920er Jahre, baugeschichtlich und stadtentwicklungsgeschichtlich von Bedeutung. | 09218284 |
|                                         | Mietshaus mit Einfriedung in offener Bebauung | Lilienthalstraße 14 (Karte)                          | um 1906 (Mietshaus) | Putzbau mit ausgebautem Mansarddach, Belebung der Fassade durch Vorsatz, Rauputzlisenen und horizontale Putzdekorelemente, gestalterisch hervorgehobener Bau in diesem Viertel, baugeschichtlich von Bedeutung. | 09218292 |
|                                         | Wohnhauszeile mit Einfriedung | Lilienthalstraße 20; 22; 24 (Karte)                  | 1926 (Wohnhaus) | gestalterisch hervorgehobener Bau der Siedlungsarchitektur der 1920er Jahre mit expressionistischem Formengut, ursprünglich erhalten, baugeschichtlich von Bedeutung. | 09218285 |
| Weitere Bilder                          | Sachgesamtheit Neuer Leubener Friedhof in seiner gewachsenen und gestalterischen Einheit mit Kapelle und Leichenhalle                                                                     | Pirnaer Landstraße 113 (Karte)                       | 1675 (Friedhof), 1978, Umgestaltung 4. Erweiterung (Friedhof) | Sachgesamtheit Neuer Leubener Friedhof in seiner gewachsenen und gestalterischen Einheit mit Kapelle und Leichenhalle, Kriegergedenkstätte im Grabfeld B, denkmalwerten Grabstätten, Mauern zwischen den Grabfeldern oder Friedhofsbereichen, den Brunnen im Grabfeld B3 und EU, früheren und heutigen Einfriedungsmauern einschließlich drei Eingängen und Toren (ID-Nr. 09213666) sowie Friedhofsgestaltung (Gartendenkmal); einschl. gliederndem Wegesystem mit Treppen und Trockenmauern, struktur- und raumbildender Bepflanzung sowie den Blickbeziehungen aus den Grabfeldern EU und D4 in die Elblandschaft, Anlage baugeschichtliche, künstlerisch, ortsgeschichtlich und personengeschichtlich bedeutend. Ev.-luth. Friedhof, etwa 2,5 Hektar groß, u. a. mit Grab von Friederike Caroline Neuber, seit 1891 mit Feierhalle im Neorenaissance-Stil von Reuter & Fischer, seit 1907 auch mit Leichenhalle. | 09303027 |
| Weitere Bilder                          | Neuer Leubener Friedhof: Kapelle und Leichenhalle (Einzeldenkmale zu ID-Nr. 09303027) | Pirnaer Landstraße 113 (Karte)                       | bezeichnet 1891 (Friedhofskapelle), 1907 (Leichenhalle), bezeichnet 1694 (Friedhofsportal), bezeichnet 1802 (Friedhofsportal), bezeichnet 1832 (Friedhofsportal) | Einzeldenkmale der Sachgesamtheit Neuer Leubener Friedhof: Kapelle und Leichenhalle, Kriegergedenkstätte im Grabfeld B, denkmalwerten Grabstätten, Mauern zwischen den Grabfeldern oder Friedhofsbereichen sowie früheren und heutigen Einfriedungsmauern einschl. drei Eingängen und Toren; baugeschichtlich, künstlerisch, ortsgeschichtlich und personengeschichtlich bedeutend. | 09213666 |
|                                         | Wohnhaus in offener Bebauung (Häusleranwesen) | Pirnaer Landstraße 142 (Karte)                       | 2. Hälfte 18. Jh, / 1. Hälfte 19. Jh. (Häusleranwesen) | giebelständiger Putzbau mit steilem Satteldach sowie Anbau, als Zeugnis der überkommenen Dorfstruktur Leubens baugeschichtlich und ortsgeschichtlich von Bedeutung. | 09213680 |
|                                         | Wohnhaus in offener Bebauung (Häusleranwesen) | Pirnaer Landstraße 146 (Karte)                       | 2. Hälfte 18. Jh. / 1. Hälfte 19. Jh. (Häusleranwesen) | giebelständiger Putzbau mit östlich geschlepptem Dach über den Anbau, als Zeugnis der überkommenen Dorfstruktur Leubens baugeschichtlich und ortsgeschichtlich von Bedeutung. | 09213682 |
|                                         | Wohnhaus in offener Bebauung (Häusleranwesen) | Pirnaer Landstraße 148 (Karte)                       | 2. Hälfte 18. Jh. / 1. Hälfte 19. Jh. (Häusleranwesen) | Putzbau mit Satteldach, als Zeugnis der überkommenen Dorfstruktur Leubens baugeschichtlich und ortsgeschichtlich von Bedeutung. | 09213683 |
|                                         | Wohn- und Geschäftshaus in Ecklage und offener Bebauung | Pirnaer Landstraße 164 (Karte)                       | um 1897 (Wohn- und Geschäftshaus) | Wohn- und Geschäftshaus in Ecklage und offener Bebauung (Pirnaer Landstraße 164 und Stephensonstraße 54); zusammenhängender Bau mit markanter Klinker-Natursteinfassade und Mansardwalmdach, belebt durch gliedernde Schmuckelemente im Stil der Neorenaissance sowie die Ecke akzentuierendem Turmaufbau, baugeschichtlich und stadtentwicklungsgeschichtlich von Bedeutung. | 09218287 |
|                                         | Villa mit Anbau | Pirnaer Landstraße 194 (Karte)                       | bezeichnet 1896 (Villa) | Bau mit Sandstein-Klinkerfassade und aufwendig gestaltetem Mittelrisalit mit Schweifgiebel, charakteristischer Gebäude der Jahrhundertwende mit Stilelementen der Neorenaissance, baugeschichtlich von Bedeutung. Fabrikantenvilla der Firma Vereinigte Fettstoff-Aktiengesellschaft (AG), später Dresdner Margarinewerk. | 09213657 |
|                                         | Ehem. Gaststätte »Zum Hirsch« | Pirnaer Landstraße 197 (Karte)                       | um 1899 (Mietshaus) | Mietshaus in offener Bebauung und Ecklage; ehem. Gaststätte »Zum Hirsch« im Erdgeschoss, Eckgebäude mit Klinkerfassade in den Obergeschossen, Fensterüberdachungen und Zierfries als typische Gestaltungselemente des Historismus, baugeschichtlich von Bedeutung. | 09213658 |
|                                         | Wohnhauszeile über L-förmigem Grundriss (Guerickestraße 21/23 und Reisstraße 26/28) mit Einfriedung                                                                                       | Reisstraße 20; 22; 24 (Karte)                        | 1926 (Mehrfamilienwohnhaus) | Teil einer kleinen Wohnanlage der Baugenossenschaft zu Leuben (siehe auch Guerickestraße 21/23 – ID-Nr. 09213673), in traditioneller Bauweise errichtete Putzbauten mit Walmdach, Gurtgesims und Erkern an den kreuzungsnahen Gebäuden und zurückhaltender Fassadengestaltung mit expressionistischen Elementen, beispielhaft für den Kleinwohnungs- und Siedlungsbau der 1920er Jahre, baugeschichtlich und stadtentwicklungsgeschichtlich von Bedeutung. | 09218288 |
|                                         | Wohnhauszeile über L-förmigem Grundriss (Guerickestraße 21/23 und Reisstraße 26/28) mit Einfriedung                                                                                       | Reisstraße 26; 28 (Karte)                            | bezeichnet 1926 (Wohnanlagenteil) | Teil einer kleinen Wohnanlage der Baugenossenschaft zu Leuben (siehe auch Reisstraße 20, 22, 24 – ID-Nr. 09218288), in traditioneller Bauweise errichtete Putzbauten mit Walmdach, Gurtgesims und Erkern an den kreuzungsnahen Gebäuden und zurückhaltender Fassadengestaltung mit expressionistischen Elementen, beispielhaft für den Kleinwohnungs- und Siedlungsbau der 1920er Jahre, baugeschichtlich und stadtentwicklungsgeschichtlich von Bedeutung. | 09213673 |
|                                         | Mietvilla mit Einfriedung | Reisstraße 30 (Karte)                                | um 1900 (Villa) | repräsentatives Eckgebäude mit Turmanbau, geschweiftem Giebel und Zierfachwerk, baugeschichtlich bedeutend | 09213659 |
|                                         | Hoffmann-Villa | Reisstraße 32 (Karte)                                | 1904 (Fabrikantenvilla) | Fabrikantenvilla von Paul Hoffmann (Hoffmannswerk-Apparatebauanstalt, Leuben), markanter versachlichter Bau zwischen Reformstil und Jugendstil, Akzentuierung durch Zierfachwerk in den Gieben und Fenster mit Jugendstilornamenten, baugeschichtlich und ortsgeschichtlich bedeutend. | 09217147 |
| Direkt Bild zu diesem Denkmal hochladen | Papierfabrik Oswald Enterlein | Reisstraße 42 (Karte)                                | Anfang 20. Jh. (Fabrikgebäude) | Fabrikgebäude; vierflüglige Anlage um Innenhof mit parallel zur Straße des 17. Juni verlaufendem, etwas zurückgesetztem Anbau, baugeschichtlich und industriegeschichtlich bedeutend. | 09215934 |
| Direkt Bild zu diesem Denkmal hochladen | Asbestwerk Feodor Burgmann in Leuben (ehem.) | Robert-Berndt-Straße 2 (Karte)                       | um 1910 (Fabrikgebäude) | Fabrikgebäude mit Einfriedung; markante, gestalterisch anspruchsvoll Backsteinfassade, als exemplarisches Zeugnis der Industriearchitektur kurz nach 1900, Beispiel für die Industrialisierung von Leuben und dem angrenzenden Niedersedlitz, baugeschichtlich und stadtentwicklungsgeschichtlich bedeutend. | 09215928 |
|                                         | Wohnanlage Wohngeviert Guerickestraße, „Franz-Glinicke-Siedlung“: Wohnhauszeile (Einzeldenkmal zu ID-Nr. 09213674)                                                                        | Robert-Berndt-Straße 4; 6; 8; 10 (Karte)             | um 1930 (Mehrfamilienwohnhaus) | Einzeldenkmal der Wohnanlage Wohngeviert Guerickestraße, „Franz-Glinicke-Siedlung“: Wohnhauszeile; in traditioneller Bauweise errichtete Häuserzeile mit Walmdach, belebt durch Klappläden im Erdgeschoss, Gurtgesims über den zweiten Obergeschoss und Zwerchhäusern zur Straßenfront, exemplarisch für den Kleinwohnungs- und Siedlungsbau der 1920er Jahre, baugeschichtlich und stadtentwicklungsgeschichtlich von Bedeutung. | 09213675 |
|                                         | Wohnanlage Wohngeviert Guerickestraße, „Franz-Glinicke-Siedlung“: Wohnhauszeile (Einzeldenkmal zu ID-Nr. 09213674)                                                                        | Sachsenwerkstraße 33; 35; 37; 39 (Karte)             | um 1930 (Wohnanlagenteil) | Einzeldenkmal der Wohnanlage Wohngeviert Guerickestraße, „Franz-Glinicke-Siedlung“: Wohnhauszeile; in traditioneller Bauweise errichtete Häuserzeile mit Walmdach, belebt durch Klappläden im Erdgeschoss, Gurtgesims über den zweiten Obergeschoss und Zwerchhäusern zur Straßenfront, exemplarisch für den Kleinwohnungs- und Siedlungsbau der 1920er Jahre, baugeschichtlich und stadtentwicklungsgeschichtlich von Bedeutung. | 09213677 |
|                                         | Wohnanlage Wohngeviert Guerickestraße, „Franz-Glinicke-Siedlung“: Doppelwohnhaus (Einzeldenkmal zu ID-Nr. 09213674)                                                                       | Sachsenwerkstraße 39b; 39c (Karte)                   | um 1930 (Doppelwohnhaus) | Einzeldenkmal der Wohnanlage Wohngeviert Guerickestraße, „Franz-Glinicke-Siedlung“: Doppelwohnhaus; in traditioneller Bauweise errichtete Häuserzeile mit Walmdach, belebte Fassade durch unterschiedliche Fenstergrößen und Sprossen, Gurtgesims über den zweiten Obergeschoss, exemplarisch für den Kleinwohnungs- und Siedlungsbau der 1920er Jahre, baugeschichtlich und stadtentwicklungsgeschichtlich von Bedeutung. | 09218290 |
|                                         | Wohnanlage Wohngeviert Guerickestraße, „Franz-Glinicke-Siedlung“: Doppelwohnhaus (Einzeldenkmal zu ID-Nr. 09213674)                                                                       | Sachsenwerkstraße 39d; 39e (Karte)                   | um 1930 (Doppelwohnhaus) | Einzeldenkmal der Wohnanlage Wohngeviert Guerickestraße, „Franz-Glinicke-Siedlung“: Doppelwohnhaus; in traditioneller Bauweise errichtete Häuserzeile mit Walmdach, belebte Fassade durch unterschiedliche Fenstergrößen und Sprossen, Gurtgesims über den zweiten Obergeschoss, exemplarisch für den Kleinwohnungs- und Siedlungsbau der 1920er Jahre, baugeschichtlich und stadtentwicklungsgeschichtlich von Bedeutung. | 09218340 |
|                                         | Wohnanlage Wohngeviert Guerickestraße, „Franz-Glinicke-Siedlung“: Wohnhauszeile (Einzeldenkmal zu ID-Nr. 09213674)                                                                        | Sachsenwerkstraße 41; 43; 45; 47 (Karte)             | um 1930 (Mehrfamilienwohnhaus) | Einzeldenkmal der Wohnanlage Wohngeviert Guerickestraße, „Franz-Glinicke-Siedlung“: Wohnhauszeile; in traditioneller Bauweise errichtete Häuserzeile mit Walmdach, belebt durch Klappläden im Erdgeschoss, Gurtgesims über den zweiten Obergeschoss und Zwerchhäusern zur Straßenfront, exemplarisch für den Kleinwohnungs- und Siedlungsbau der 1920er Jahre, baugeschichtlich und stadtentwicklungsgeschichtlich von Bedeutung. | 09218289 |
|                                         | Wohnhaus mit Einfriedung in offener Bebauung | Stephensonstraße 1 (Karte)                           | um 1930 (Wohnhaus) | Putzbau mit Natursteinsockel und Walmdach, zurückhaltende Fassadengestaltung mit expressionistischen Stilelementen, baugeschichtlich von Bedeutung. | 09213650 |
|                                         | Mietshaus in Ecklage und offener Bebauung | Stephensonstraße 3 (Karte)                           | um 1897 (Mietshaus) | zeittypischer Putzbau mit Natursteinsockel und ausgebautem Mansarddach, horizontale Fassadengliederung durch Gurtgesimse und einfache Fensterverdachungen, Betonung der Ecklage durch ehem. Laden und Turmaufbau, beispielhaft für die Verstädterung Leubens um 1900, baugeschichtlich und stadtentwicklungsgeschichtlich von Bedeutung. | 09213651 |
|                                         | Mietshaus in offener Bebauung | Stephensonstraße 11 (Karte)                          | um 1898 (Mietshaus) | Putzbau mit ausgebautem Mansarddach, auffällige Schaufassade mit Mittelrisalit und Dreiecksgiebel sowie sandsteingefassten und verzierten Loggien an den Seiten, repräsentativer Bau der Zeit der beginnenden Verstädterung Leubens um 1900, baugeschichtlich und stadtentwicklungsgeschichtlich von Bedeutung. | 09213652 |
|                                         | Ehemaliges Straßenbahndepot | Stephensonstraße 14 (Karte)                          | 1903 (Straßenbahndepot) | als Teil der Dresdner Vorortbahn erbaut, nach 1945 als Depot der Betriebsfeuerwehr des VEM Sachsenwerk genutzt, dient das Gebäude heute als Rettungswache der Johanniter-Unfallhilfe, ehem. Wagenhalle mit unterteiltem Schopfdach, großen Fensteröffnungen und bollwerkartigen Sandsteinstreben im Einfahrtsbereich, ortsgeschichtlich und verkehrsgeschichtlich von Bedeutung. | 09213653 |
|                                         | Mietshaus in offener Bebauung | Stephensonstraße 33 (Karte)                          | um 1896 (Mietshaus) | Putzbau mit ausgebautem Mansarddach, Mittelrisalit mit Zwillingsfenstern und Balkon als Betonung der Beletage, charakteristischer Bau der Zeit um 1900 mit sparsam eingesetzten Stilelementen der Neorenaissance, baugeschichtlich von Bedeutung. | 09213678 |
|                                         | Wohnhaus in offener Bebauung und Ecklage | Stephensonstraße 42 (Karte)                          | um 1929 (Wohnhaus) | Putzbau mit Walmdach und Ladeneinbau, expressionistische Fassadengestaltung mit Versätzen in der Flucht der Fassade, Eckquaderungen und Zierelementen an den Fenstern aus Werkstein, klassisches Beispiel dieser Bauepoche, baugeschichtlich von Bedeutung. | 09213654 |
|                                         | Stephenson Lichtspiele; Stephenson Filmtheater (ehem.) | Stephensonstraße 46 (Karte)                          | 1927 (Kino) | Kino; kubischer Putzbau mit breitgelagerter, symmetrisch aufgebauter Eingangsfront mit Dreiecksgiebel und Freitreppe, weitgehend erhaltenes für die 1920er Jahre typisches Parkett-Filmtheater, baugeschichtlich bedeutend. Seit 1927 erstes Tonfilmkino in Leuben, auch „Stephenson-Lichtspiele“ genannt, 1990 Schließung des Kinos, heute als Videothek genutzt. | 09213655 |
|                                         | Wohn- und Geschäftshaus in Ecklage und offener Bebauung | Stephensonstraße 54 (Karte)                          | um 1897 (Wohn- und Geschäftshaus) | Wohn- und Geschäftshaus in Ecklage und offener Bebauung (Pirnaer Landstraße 164 und Stephensonstraße 54); zusammenhängender Bau mit markanter Klinker-Natursteinfassade und Mansardwalmdach, belebt durch gliedernde Schmuckelemente im Stil der Neorenaissance sowie die Ecke akzentuierendem Turmaufbau, baugeschichtlich und stadtentwicklungsgeschichtlich von Bedeutung. | 09218287 |
|                                         | Verwaltungsgebäude einer Fabrik | Straße des 17. Juni 14 (Karte)                       | um 1900 (Verwaltungsgebäude) | dreigeschossiger Putzbau mit Eckquaderungen und Fensterüberdachungen aus Werkstein, Gurtgesims, Mittelrisalit mit Dreiecksgiebel und Trauffries, charakteristischer Bau um 1900, baugeschichtlich von Bedeutung. | 09215983 |

## Ausführliche Denkmaltexte
1. ↑  
Denkmaltext 

Das sich mit seiner Längsseite an der Sachsenhofstraße erstreckende Fabrikgebäude Robert-Berndt-Straße 2 in Dresden, OT Leuben zeigt anspruchsvolle und wohl proportionierte Backsteinfassaden mit Mittenbetonung, Lisenengliederung und Segmentbogenfenstern. Der lang gesteckte, um 1910 entstandene Bau des einstigen Asbestwerkes Burgmann trägt ein hohes Mansarddach. Er ist bis auf den Dachausbau rechter Hand weitgehend unverfälscht erhalten geblieben. Sein Denkmalwert ergibt sich aus der weitgehend original erhaltenen Substanz und der gestalterischen Qualität der prägnanten Fassaden. Dabei ist der Fabrikbau ein exemplarisches Zeugnis für die Industriearchitektur des beginnenden 20. Jahrhunderts. Abgesehen davon dokumentiert er die Entwicklung Leubens vom Dorf zum Industriestandort (LfD/2012).